# IC 1177
IC 1177 је лентикуларна галаксија у сазвјежђу Херкул која се налази на листи објеката дубоког неба у Индекс каталогу.
Деклинација објекта је + 18° 18' 55" а ректасцензија 16h 5m 19,5s. Привидна величина (магнитуда) објекта IC 1177 износи 15,3 а фотографска магнитуда 16,2. IC 1177 је још познат и под ознакама DRCG 34-143, , PGC 57048.